# Wien Handelskai
Wien Handelskai (niem: Bahnhof Wien Handelskai) – stacja kolejowa w Wiedniu, w dzielnicy Brigittenau, w Austrii. Znajduje się na skrzyżowaniu Nordbahn i Donauuferbahn. Jest tu również stacja  metra na linii U6. Jest obsługiwana przez pociągi linii S40 S-Bahn w Wiedniu.

## Linie kolejowe
- Nordbahn
- Donauuferbahn